# Evdokija Andreevna Nikulina
Evdokija Andreevna Nikulina, in russo Евдокия Андреевна Никулина? (Parfënovo, 8 novembre 1917 – Rostov sul Don, 23 marzo 1993), è stata una militare sovietica, comandante di squadriglia del 46º Reggimento bombardamento leggero notturno delle guardie "Taman'", insignita del titolo di Eroe dell'Unione Sovietica il 26 ottobre 1944.

## Biografia
Nacque l'8 novembre 1917 nel villaggio di Parfënovo in una numerosa famiglia contadina russa. Dopo essersi diplomata nel 1933, si trasferì a Podol'sk con il fratello Fëdor, dove lavorò in un cementificio. Dopo aver tentato senza successo di iscriversi all'aeroclub di Podol'sk nel 1934, si iscrisse alla Scuola di Piloti e Tecnici Aeronautici della Flotta Aerea Civile di Balašov, dove si addestrò per diventare meccanico per due anni prima di trasferirsi all'inizio del 1936 alla Scuola di Batajsk della Flotta Aerea Civile. Dopo essersi diplomata alla scuola di volo nel 1938, lavorò come pilota per il 205º Squadrone Operazioni Speciali della sezione di Mosca della Flotta Aerea Civile, dove fu incaricata di consegnare la posta e pilotare ambulanze aeree, accumulando oltre 500 ore di volo già prima dell'inizio della guerra.

### Carriera
Dopo essersi arruolata nell'Armata Rossa nel 1941 e aver completato l'addestramento, fu inviata sul fronte orientale della guerra come comandante di squadriglia, a difesa del fronte meridionale, del fronte transcaucasico, del fronte caucasico settentrionale e del secondo fronte bielorusso.
Dopo l'invasione tedesca dell'Unione Sovietica, Evdokija fu inviata al fronte come pilota del gruppo speciale bielorusso della flotta aerea civile, dove rimase fino al dicembre 1941, quando entrò nel gruppo di aviazione femminile fondato da Marina Raskova. Durante i primi mesi di guerra volò in diverse missioni sui Polikarpov R-5 e Polikarpov Po-2, trasportando i soldati feriti, effettuando ricognizioni del territorio e consegnando informazioni. Dopo aver lasciato la flotta aerea civile iniziò l'addestramento alla Scuola di aviazione militare di Engels; nel febbraio 1942, fu assegnata al 587º Reggimento bombardieri, a maggio fu riassegnata al 588º Reggimento bombardamento notturno come vice comandante di squadriglia, grazie alla sua esperienza di volo in combattimento con il Po-2. Il reggimento, dopo la partecipazione alle campagne sui fronti meridionale, transcaucasico, del Caucaso settentrionale, del quarto ucraino e del secondo bielorusso, fu avanzato alla designazione di guardia nel 1943 e ribattezzato 46º Reggimento bombardamento leggero notturno delle guardie "Taman'". Poco dopo il dispiegamento sul fronte meridionale fu promossa a comandante di squadriglia in sostituzione di Ljubov' Ochlovskaja, uccisa in azione il 18 giugno 1942 durante la prima notte di combattimento del reggimento.
Fu ferita sul Caucaso dopo che il suo aereo fu colpito da un proiettile antiaereo; nonostante le schegge avessero perforato il serbatoio del carburante e il suo navigatore avesse perso conoscenza, riuscì a compiere un atterraggio di emergenza in territorio amico. Dopo essere stata curata per le ferite riportate, tornò a combattere e, per aver totalizzato 345 sortite entro il settembre 1943, fu proposta per l'onorificenza di Eroe dell'Unione Sovietica, ma fu invece insignita dell'Ordine di Aleksandr Nevskij, diventando così una delle nove donne ad aver ricevuto il riconoscimento. Fu nuovamente proposta per il titolo nel settembre 1944, dopo aver totalizzato 600 sortite, e le fu conferito il 26 ottobre dello stesso anno.
Alla fine della guerra, in totale aveva raggiunto 740 sortite, con 105 tonnellate di bombe sganciate, distruggendo due punti di artiglieria antiaerea, due fari, tre attraversamenti, un tratto di ferrovia e causando altre 177 importanti esplosioni.

## Nel dopoguerra

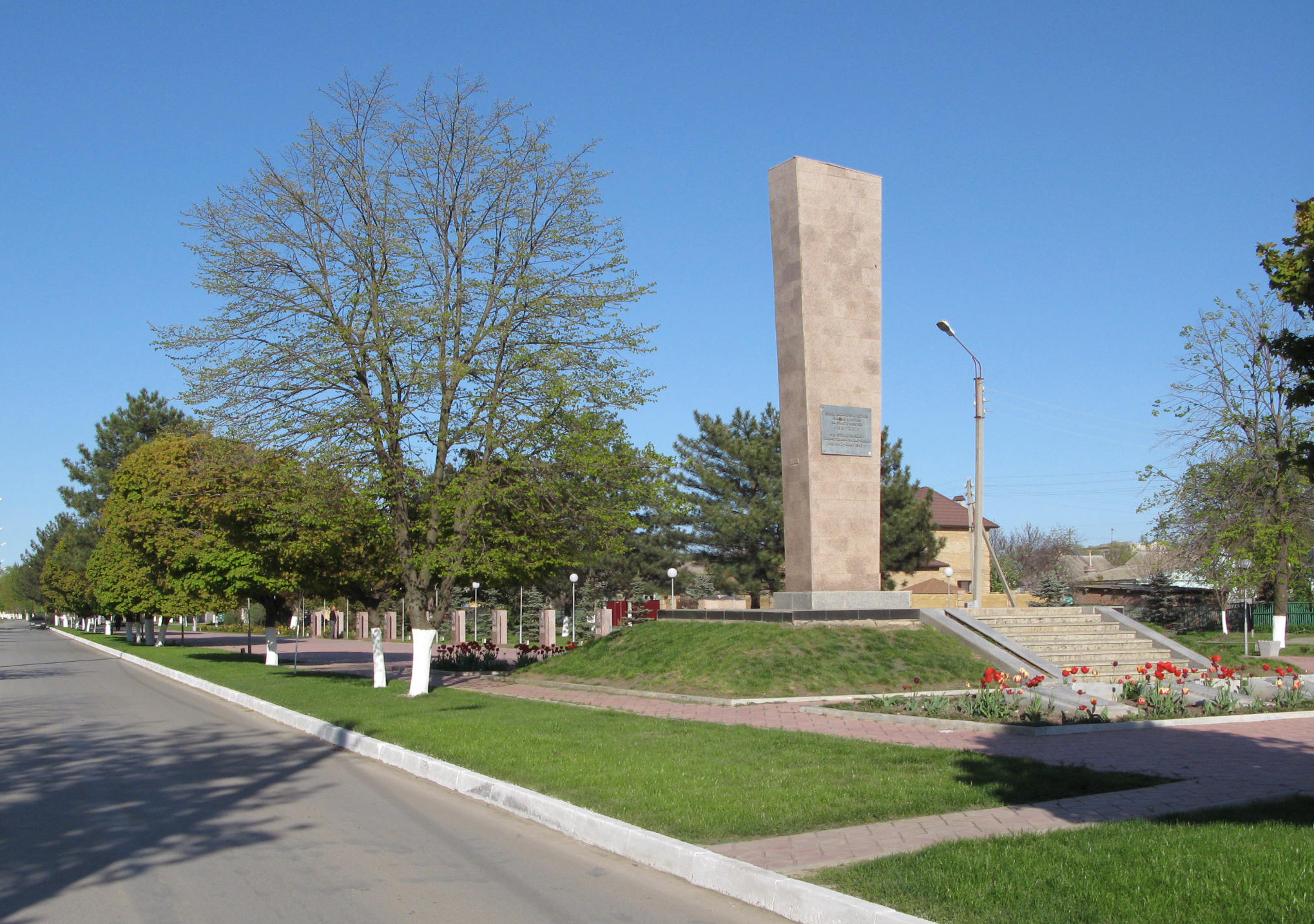
"Viale degli eroi" a Rostov sul Don.

A guerra finita lasciò il servizio attivo, entrò nella riserva per poi andare in pensione. Nel 1948 si diplomò alla Scuola del Partito Comunista di Rostov sul Don e nel 1954 si laureò all'Istituto Pedagogico di Rostov sul Don. Lavorò nel comitato locale del partito fino al pensionamento e visse il resto della sua vita a Rostov sul Don.
Il 2 luglio 1992 Evdokija e la nipotina di quattro anni furono aggredite in casa da dei rapinatori. Morì il 23 marzo 1993. Seppur ripresasi dai postumi dell'aggressione, furono diffuse false notizie sostenendo che fosse stata uccisa in casa.
Nel 2015 è stata onorata con una stella sul "Viale degli eroi" a Rostov sul Don.